# Paperman
Paperman (Brasil: O Avião de Papel) é um curta-metragem produzido pela Walt Disney Animation Studios e anexado as exibições de Wreck-It Ralph. Ele mistura animação tradicional e animação por computador em uma nova técnica chamada Meander, e utiliza um estilo minimalista em preto e branco. O filme venceu a 85ª edição dos Academy Awards na categoria de Oscar de melhor curta-metragem de animação.

## Sinopse
A história retrata o dia de George, que foi atingido por um papel nas linhas de comboio; Meg, a dona do papel, vai a correr atrás deste mesmo. O mesmo acontece a George, mas o papel dele fica manchado com o batom dela. Eventualmente eles acabam por se separar, e seguem com suas vidas. George chega ao seu trabalho desinteressante, mas nota que Meg trabalha no edifício do lado, então ele começa a fazer aviões de papel, e a tentar acertar na janela dela. Ele gasta todos os papéis que tem na mesa, e acaba por não acertar. Meg sai do seu edifício, então George decide ir atrás dela, mas quando chega ao solo, ela desapareceu. Parecendo que nada ia a favor dele, todos os aviões que ele fez reuniram se e começaram a empurrar George para a estação de comboios, onde eles se encontraram no inicio. O mesmo acontece com Meg, e eles encontram-se lá. O filme acaba, e vê se fotografias deles juntos num restaurante.

## Elenco
- John Kahrs como George
- Kari Wahlgren como Meg
- Jeff Turley como o chefe

## Lançamento
O curta-metragem teve sua estreia em 2 de novembro de 2012, anexado às exibições de Wreck-It Ralph. Em 18 de dezembro, a Walt Disney Records liberou a trilha sonora do curta no iTunes.